# Aténolf II de Gaète
Aténolf II de Gaète (mort en octobre 1064) est duc de Gaète pendant deux années (1062-1064) sous la régence de sa mère Marie.

## Biographie
Aténolf ou Aténulf est le second fils et successeur d'Aténolf Ier, qui avait été contraint de reconnaître la suzeraineté du prince de Capoue, Richard Ier, et de son fils  Jourdain en 1058.
Aténolf Ier meurt le 2 février et le 1er juin suivant la régente Marie confirme un traité de paix d'un an avec plusieurs comtés voisins afin de s'opposer à la domination des  Normands d'Aversa et de la principauté de Capoue. En mars 1063, Aténolf II reste à Gaète mais le 28 juin 1063, Gaète est prise par Jourdain et devient une cité de la principauté de Capoue. Aténolf obtient le droit de rester maître de la ville jusqu'à l'année suivante, quand le nouvel époux de sa mère, Guillaume de Montreuil, est instauré comme duc.

## Sources
- John Julius Norwich. The Normans in the South 1016-1130. Longmans: Londres, 1967.
- Ferdinand Chalandon Histoire de la domination normande en Italie et en Sicile. Librairie Alphonse Picard & fils, Paris, 1907.